# Forêts tempérées d'Australie orientale
Localisation
Les forêts tempérées d'Australie orientale forment une écorégion définie par le fonds mondial pour la Nature (WWF). Elle couvre une zone de plus de 200 00 kilomètres carrés à l'extrémité orientale de l'Australie, entre les états de Nouvelle-Galles du Sud et du Queensland. Elle appartient à l'écozone australasienne et au biome des forêts tempérées décidues et mixtes. 